# 사사키잎혹진딧물
사사키잎혹진딧물은 벚나무 잎에 기생하는 해충으로, 벚나무 잎 표면의 엽맥을 따라 땅콩모양의 충영을 형성하는 산림해충이다.

## 형태
무시충의 암컷 몸길이는 1.6mm이고 전체적으로 담황색을 띠고, 유시충 암컷은 무시충 암컷과 비슷하나 두부는 흑색, 겹눈은 갈색이며 더듬이는 대체적으로 검은색이다. 가슴은 흑녹색, 배는 황색 또는 녹황색이며, 다리는 연한 황색, 발목마디는 흑색이다.

## 피해 형태
벚나무 잎 표면의 엽맥을 따라 길이 20mm, 폭 8mm의 땅콩모양 충영을 형성한다. 형성 초기에는 황백색이지만 성숙하면 황록색 또는 홍색으로 변하여 발견하기 쉽다. 잎 뒷면을 봤을 때 긴 틈이 있으며, 그 속에서 서식하는 진딧물을 볼 수 있다.

## 생활사
벚나무 가지에서 알 상태로 월동하고, 4월 중순경에 부화해 새로운 잎으로 이동한다. 신엽에서 수액을 흡수하여 잎 표면에 충영을 만들고, 그 속에서 번식한다. 약충은 일주일 후에 성충이 되며, 며칠 내로 충영 속에 약충, 성충, 탈피각 등이 가득 차게 된다. 5월 하순에서 6월이 되면 유시충의 성충이 출현하고, 중간 기주인 쑥으로 날아간다. 하절기에는 쑥의 잎 뒷면 줄기에서 보내며, 10월경에 다시 유시충의 암컷과 수컷이 생겨 벚나무로 이동한다. 이동한 암컷과 수컷은 교미하여 월동 알을 가지에 산란한다.

## 방제법
화학적 방제법으로 아세페이트 수화제(오트란, 아시트, 골게터)를 이용하여 피해 발생 시 1,000~2,000배 희석액을 1~2회 살포한다.